# Elektor
Elektor est un magazine bimestriel portant sur tous les aspects de l’électronique.
Elektor (en néerlandais : Elektuur) a été fondé en 1960 par le Néerlandais Bob W. Van der Horst. Il reste un éditeur de premier plan en la matière, autant pour les amateurs, que les professionnels. Il est distribué dans plus de 50 pays et publié dans de nombreuses langues.
La version française paraît depuis mai 1978 et la publication de son premier numéro,.  
Elektor publie une vaste gamme de projets électroniques, d'articles de fond et de propositions de conceptions électroniques, destinés aux ingénieurs, aux passionnés, aux étudiants et aux professionnels. Pour aider les lecteurs à construire les projets présentés, Elektor propose également des cartes de circuits imprimés de bon nombre de leurs conceptions, ainsi que des kits et des modules. Si le projet utilise un microcontrôleur et / ou un logiciel PC, Elektor fournit normalement le code source et les fichiers gratuitement via son site Web. La plupart des illustrations de cartes de circuits imprimés sont également disponibles sur leur site web. 
Elektor publie également des livres, des CD et des DVD sur l'audio, les microprocesseurs, les logiciels, les langages de programmation et l'électronique à usage général. 
Elektor est publié par Elektor International Media, dont le siège était à Limbricht aux Pays-Bas, avant de déménager en janvier 2018 à Aix-la-Chapelle en Allemagne, à l'exception du service à la clientèle et la logistique qui sont à Susteren.
Le magazine contient également des articles sur l’électronique ancienne, par exemple des années 1960, appelés Retronics.